# Кредитные каникулы
Кредитные каникулы (Платёжные каникулы) — отсрочка платежей по кредиту, предоставляемая банками клиентам на некоторый период времени. Кредитные каникулы могут предоставляться как в случае возникновения у клиента форс-мажорных обстоятельств, так и в качестве дополнительной услуги. За время кредитных каникул клиент может выплачивать только начисленные проценты, либо часть процентов, либо не выплачивать ничего вообще. Срок кредитования в этом случае может быть продлён на период кредитных каникул, либо остаться прежним. Кредитные каникулы являются платной услугой, в конечном счёте заёмщик переплачивает по такому кредиту. Одним из примеров кредитных каникул являются ипотечные каникулы.

## Кредитные каникулы в России
В России 3 апреля 2020 года вступил в силу закон о кредитных каникулах. Согласно ему клиенты банков, чей доход снизился более чем на 30 % по сравнению с 2019 годом из-за пандемии COVID-19, могут подать заявку в банк на предоставление кредитных каникул на срок до шести месяцев. Закон о кредитных каникулах распространяется только на определённые виды кредитов, для которых установлены различные лимиты: ипотечные кредиты — не более 2 миллионов рублей в большинстве регионов, не более 3 миллионов в Санкт-Петербурге и Дальневосточном федеральном округе и не более 4,5 миллионов в Москве; автокредиты — не более 600 тысяч; потребительские кредиты — не более 250 тысяч; кредитные карты — не более 100 тысяч.
В июле 2023 года был принят закон о предоставлении постоянного права для россиян на получение кредитных каникулы по автомобильным и потребительским займам. Он вступит в силу 1 января 2024 года.